# Chloroclystis horticolaria
Chloroclystis horticolaria är en fjärilsart som beskrevs av Fuchs 1892. Chloroclystis horticolaria ingår i släktet Chloroclystis och familjen mätare. Inga underarter finns listade i Catalogue of Life.